# Kalevakyrkan

Kalevakyrkan (fi: Kalevan kirkko)  är en kyrkobyggnad i området Kaleva i Tammerfors i Finland. Kyrkan ritades av Reima och Raili Pietilä och uppfördes 1964–1966.

## Kyrkobyggnaden
Arkitekturen är karakteristisk för arkitekternas produktion, med en komplex form som bildas av ett 20-tal asymmetriska, krökta betongelement, samlade som pelare med ljusinsläpp i en rombisk planform. Exteriören är klädd med vitt kakel medan de elementen lämnats obehandlade på insidan. Inredningen, med kyrkbänkar i furu, är ordnad som en långkyrka och kontrasterar med den ljusa betongen i väggarna. Den väl tilltagna takhöjden närmar sig den klassiska katedralens. Arkitekterna Pietilä själva karakteriserade byggnaden som en studie i uttrycksfull morfologi.

## Bildgalleri

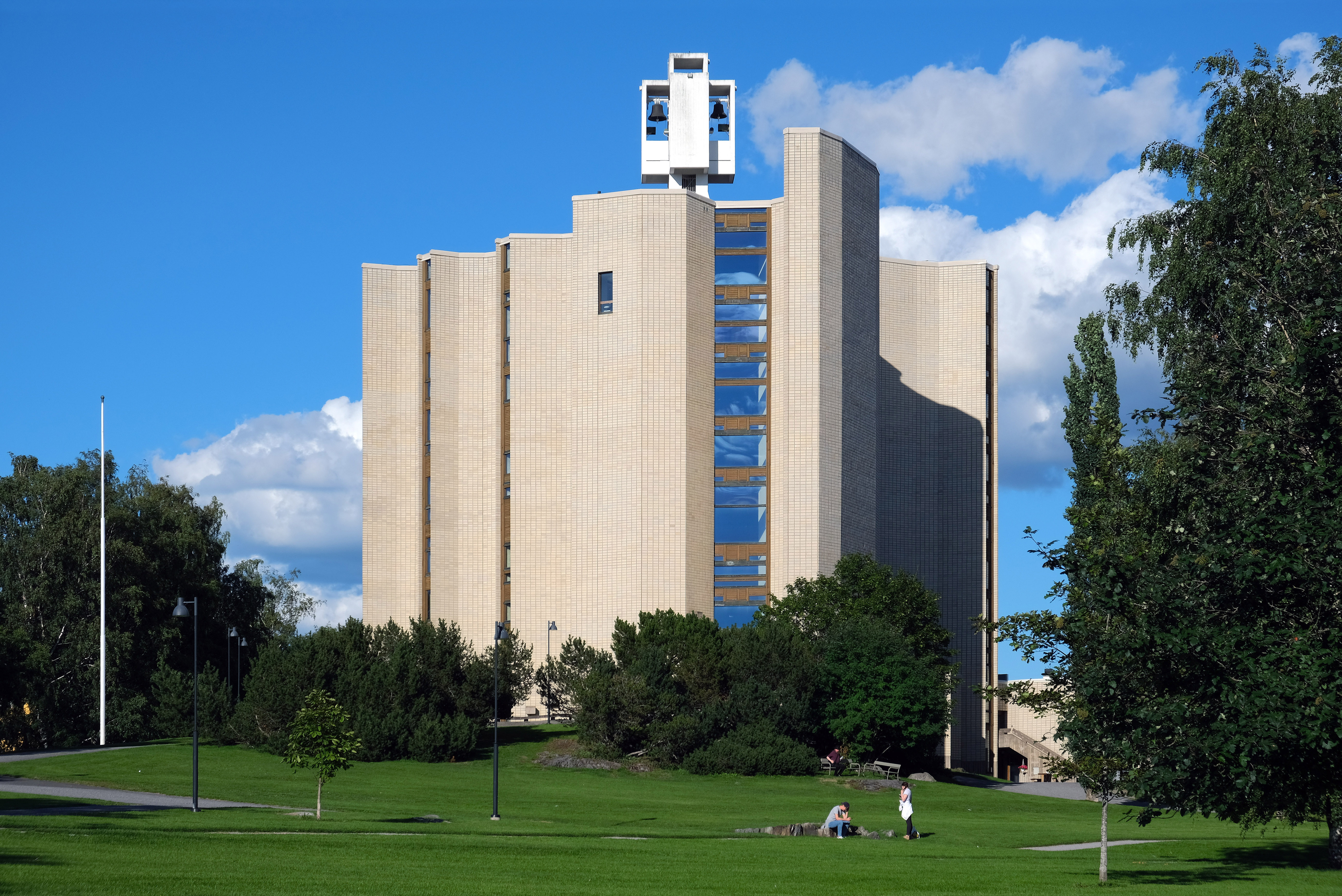
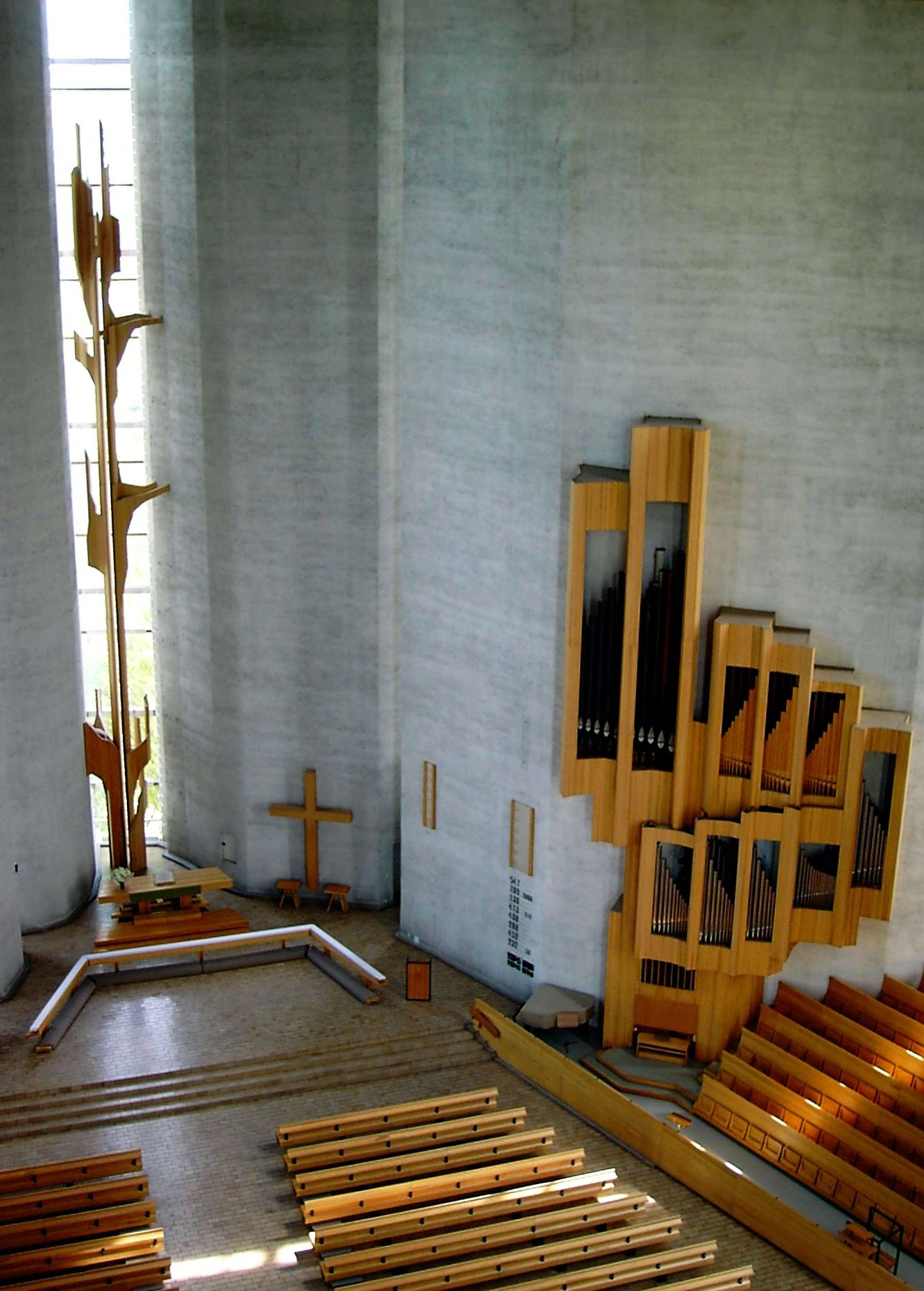
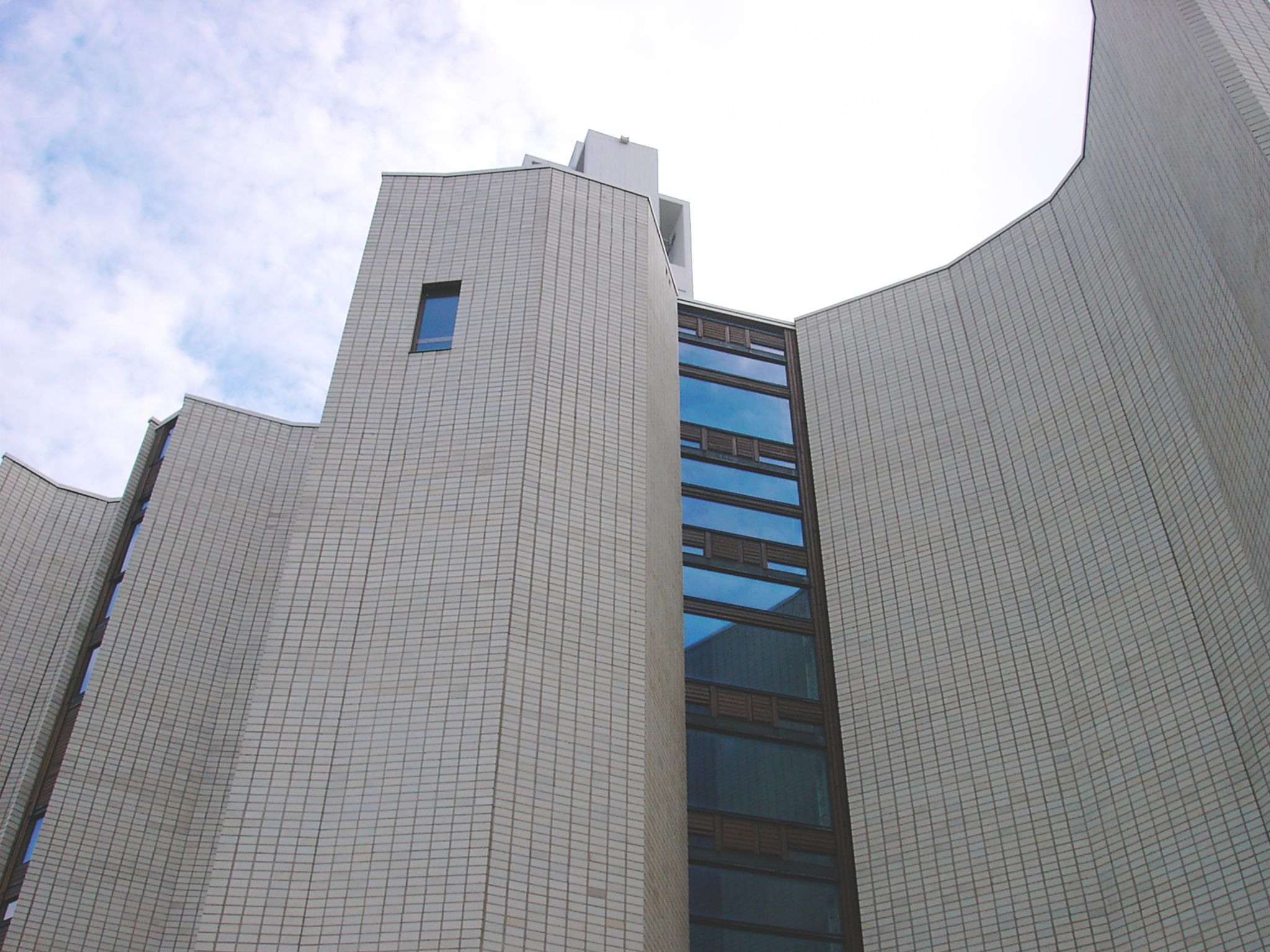